# Высокое (Шацкий район)
Высокое — село в Шацком районе Рязанской области в составе Печинского сельского поселения.

## Географическое положение
Село Высокое расположено на Окско-Донской равнине в 19 км к юго-востоку от города Шацка. Расстояние от села до районного центра Шацк по автодороге — 22 км.
К западу от села местность пересечена небольшими оврагами по дну которых в ряде мест протекают ручьи и расположены пруды — Узьменный, Новый, Волокитный, здесь же протекает река Провал (приток реки Коньши, впадающей в реку Цна) и расположено урочище Рыночные Бугры (к востоку и юго-востоку от села протекает река Цна и находится множество пойменных озёр, самые крупные из которых — Лебединое, Носинское, Чебкас и Старица; к югу от села — урочище Польный Луг. Ближайшие населенные пункты — село Новочернеево и деревни Губколь, Тархань.

## Население
| 1989 | 2010 | 2012 |
| ---- | ---- | ---- |
| 385  | ↘308 | ↗349 |

## Происхождение названия
Название населенного пункта связано, по всей вероятности, с возвышенным положением местности, на которой оно расположено.
Вплоть до начала XX в. село Высокое носило также и второе название — Нижнее Чернеево.

## История
Территория села входила в состав Верхнеценской дворцовой волости — обширного лесостепного края. По берегам реки Цны и её притоков произрастали густые сосновые и дубовые леса. Верхнеценская волость являлась юго-восточной границей русского государства. В конце XVI века фиксируется появление новой административной единицы — Конобеевской дворцовой волости, объединившей в своем составе несколько сел в нижнем Поценье, включая район устья Выши. Небольшая территория по средней Цне (в том числе пахотные земли и угодья) отошла во владения Чернеевского монастыря, земли которого административно относились к Подлесному стану Шацкого уезда.
Первое упоминание о Высоком относится к середине 17 века как …. вотчина Никольского Чернеева монастыря". Жители села состояли на службе в Шацком городе (Шацкой засеке), участвовали в отражении внешних Крымско-ногайских набегов и внутренних делах Московского государства: «А на досмотре и на описи, и мере, и на межеванье в пустоши Захарьевкой были: шатцкие драгуны … да шатцого уезду деревни Сяпы служилые тарханы: Нестерка Степанов, Тараска Кондратьев сын, Тимошка Алексеев сын Момышевы; да вотчины Чернеева монастыря села Чернеева крестьяне: Федька Лаврентьев, Федосейка Слащов; да села Высокова сторожилы: Сенька Арчеков, Дениска Горбунов».
По статистическим сведениям о Тамбовской губернии 1862 года  По переписи 1678 г. значилось «Рождества Пречистая Богородицы да Николы Чудотворца Чернеева монастыря в вотчинах сел Чернеево, в селе Высоком, в селе Княжом, да в селе Покровском крестьянских 385 дворов, людей в них 1709 человек, бобыльских 273 двора, людей 680 человек, итого 658 дворов, людей в них 2389 человек». Примечательно, что на Столистовой карте Российской империи, подготовленной в 1801—1804 годах, Высокое отображено как населенный пункт, в котором была церковь.
Согласно списку населенных мест Тамбовской губернии 1862 года село указано как Высокое (Троицкое): «в 20 верстах от уездного города Шацка, при реке Цне с числом дворов 150, в том числе 623 жителя мужского пола и 650 женского пола и церковь православная». Впоследствии, вероятно всего, церковь была утрачена во время пожаров 1870—1882 гг.
В 1884 г. в селе Высокое на средства прихожан был построен деревянный холодный храм во имя Святой Живоначальной Троицы с приделами в честь святой мученицы Параскевы, именуемой Пятницой, и Покрова Пресвятой Богородицы. В храме хранилась местночтимая икона Иверской Божией Матери, принесенная с Афона в том же 1884 г.
К 1911 г., по данным А. Е. Андриевского, причт Троицкой церкви по штату состоял из священника, диакона и псаломщика. У причта имелось 3 дес. усадебной и 33 дес. полевой земли в трех участках, в разных местах. Земля давала годового дохода по 14—15 руб. с десятины, братский годовой доход составлял 700—900 руб. Помимо этого причту выплачивалось казенное жалованье: священнику — 300 руб., диакону — 150 руб. и псаломщику — 100 руб. Дома у причта были собственные.
К 1911 г. в приходе к Троицкой церкви в селе Высокое насчитывалось 256 крестьянских дворов, в которых проживало 810 душ мужского и 814 женского пола. Душевой надел местных крестьян составлял около 3 дес. Население занималось земледелием и отхожим промыслом — плотницким ремеслом в Сибири и в области Войска Донского.
В селе было расположено волостное правление и имелись две одноклассные смешанные школы — церковно-приходская и земская.
Сведений и документов о закрытии Троицкого храма после Октябрьской революции 1917 г. нет. По словам местных жителей, церковь была закрыта в 1931 г., при этом её имущество было реквизировано, колокола сняты, колокольня и купол частично разобраны.
В 1998 г. в селе Высокое началось восстановление Троицкого храма после разорения. В настоящее время он полностью отреставрирован (но без купола и колокольни). Главная святыня храма, Иверская икона Божией Матери, сохраненная прихожанами села Высокое, возвращена в церковь.

## Экономика
По данным на 2015/2016 г. в селе Высокое Шацкого района Рязанской области расположено:
1. ООО «Процесс», агропромышленное предприятие.[10]

## Социальная инфраструктура
В селе Высокое Шацкого района Рязанской области имеются отделение Сбербанка РФ, отделение почтовой связи, фельдшерско-акушерский пункт (ФАП), Высокинская основная общеобразовательная школа, Дом культуры и библиотека.

## Транспорт
Основные грузо- и пассажироперевозки осуществляются автомобильным транспортом.

## Достопримечательности
- Храм Святой Живоначальной Троицы — Троицкая церковь. Построен в 1884 г. на средства прихожан.[11]

## Известные уроженцы
- Степан Иванович Воробьев (1911+1994 гг.) — старший сержант, командир отделения 281-го штурмового инженерно-саперного батальона, Герой Советского Союза.
- Василий Иванович Сиротинкин (1923+2008 гг.) — гвардии лейтенант, заместитель командира батальона по политической части 120-го гвардейского стрелкового полка 39-й гвардейской стрелковой дивизии, Герой Советского Союза.

Воробьев Степан Иванович (1911 – 1994).
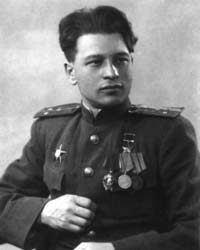
Сиротинкин Василий Иванович (1923 – 2008).